# 霍小玉傳
《霍小玉傳》，《唐人傳奇》名篇之一，蔣防著。

## 本事
《霍小玉傳》劇情是隴西書生李益與歌妓霍小玉相戀，後來李益進士獲官，授鄭縣主簿，赴任前與小玉發誓偕老，「皎日之誓，死生以之」、「但端居相待至八月，必當卻到華州，尋使奉迎，相見非遠」。但歸家後立即變心從母命，貪圖功名榮華，另娶鳳閣侍郎盧誌之女。某俠黃衫客激於義憤，乃挾持李益往小玉家稱罪。小玉得知事實，悲憤而死。死後化作厲鬼，使李益夫妻不和。
明代蘭溪學者胡應麟評《霍小玉傳》：“唐人小說記閨閣事，綽有情致。此篇尤為唐人最精彩動人之傳奇，故傳誦弗衰。”（《少室山房筆叢》）

## 改編
- 明代劇作家湯顯祖根據霍小玉傳，先改編成崑劇紫簫記，後又改為紫釵記，把結局改為李益與霍小玉有情人終成眷屬。

- 1956年，唐滌生根據湯顯祖的紫釵記，改編為粵劇紫釵記。

- 2012年中國大陸小馬奔騰、文化中國及合禾影視，根據明代戲曲家湯顯祖的經典名著紫釵記，改編成電視劇紫釵奇緣。
- 2025年七月, 歌手張雲雷發行《紫釵緣》，是以紫釵記為發想的音樂創作，由齊修遠作曲 ，李星彤编曲，劉俊堅制作，網易雲獨家發行。